# Pleiku (tỉnh)
Pleiku là một tỉnh cũ của Việt Nam Cộng hòa thuộc Cao nguyên Trung phần.

## Địa lý
Tỉnh Pleiku có vị trí địa lý:
- Phía đông giáp tỉnh Bình Định và tỉnh Phú Bổn
- Phía tây giáp Campuchia
- Phía nam giáp tỉnh Đắk Lắk
- Phía bắc giáp tỉnh Kon Tum.

Tỉnh Pleiku có diện tích 8.260 km², dân số năm 1971 là 214.912 người. Tỉnh lỵ đặt tại thị xã Pleiku.
Dân cư đa số là người Thượng thuộc các sắc tộc: Jarai, Bahnar, Rhadé.

## Hành chính
Tỉnh Pleiku có thị xã Pleiku và 3 quận: Lệ Trung, Phú Nhơn, Thanh An.
| Dân số tỉnh Pleiku năm 1967 | Dân số tỉnh Pleiku năm 1967 |
| Quận                        | Dân số (người)              |
| --------------------------- | --------------------------- |
| Lệ Trung                    | 117.875                     |
| Phú Nhơn                    | 16.735                      |
| Thanh An                    | 32.063                      |
| Tổng số                     | 166.673                     |

## Lịch sử
Nguyên thủy tỉnh có từ thời Pháp thuộc gồm có ba quận: Cheo Reo, Lệ Trung và Lệ Thanh.
Ngày 4 tháng 7 năm 1905, Toàn quyền Đông Dương ban hành Nghị định về việc thành lập một tỉnh tự trị Plei-Kou-Der trên cơ sở vùng núi phía Tây tỉnh Bình Định, tỉnh Phú Yên bao gồm toàn bộ khu vực cư trú của đồng bào Xơ Đăng, Bahnar, Jrai. Tỉnh lỵ của Plei-Kou-Der được đặt tại một làng Jrai có tên là Pleiku.
Ngày 25 tháng 4 năm 1907, Toàn quyền Đông Dương ban hành Nghị định về việc đã xóa tỉnh Plei-Kou-Der.
- Thành lập Đại lý hành chính Kon Tum trên cơ sở một phần của tỉnh Plei-Kou-Der và nhập vào tỉnh Bình Định.
- Thành lập Đại lý hành chính Cheo Reo trên cơ sở một phần của tỉnh Plei-Kou-Der và nhập vào tỉnh Phú Yên.

Ngày 9 tháng 2 năm 1913, Toàn quyền Đông Dương ban hành Nghị định số 214-NV và số 215-NV về việc lập tỉnh Kon Tum trên cơ sở toàn bộ tỉnh Plei-Kou-Der cũ (đại lý Kon Tum tách ra từ tỉnh Bình Định), đại lý Cheo Reo (tách ra từ tỉnh Phú Yên) và đại lý Đắk Lắk (tỉnh Đắk Lắk hạ xuống thành đại lý Đắk Lắk).
Ngày 24 tháng 5 năm 1925, Toàn quyền Đông Dương ban hành Nghị định về việc thành lập đại lý hành chính Pleiku thuộc tỉnh Kon Tum.
Ngày 3 tháng 12 năm 1929, Khâm sứ Trung Kỳ ban hành Nghị định về việc thành lập thị xã Pleiku và thị xã Kon Tum.
Ngày 24 tháng 5 năm 1932, Toàn quyền Đông Dương ban hành Nghị định về việc:
- Thành lập tỉnh Pleiku trên cơ sở đại lý Pleiku và đại lý Cheo Reo của tỉnh Kon Tum.
- Đổi tên Tòa Đại lý hành chính Pleiku thành Tòa Công sứ.

Ngày 12 tháng 12 năm 1932, Vua Bảo Đại ban hành Chỉ dụ về việc thành lập đạo Gia Lai trên cơ sở đại lý Pleiku cũ thuộc tỉnh Pleiku.
Trước năm 1945, tỉnh Pleiku có thị xã Pleiku và 4 huyện: An Khê, Pleikli, Chư Ty, Cheo Reo.
Sau năm 1945, Chính quyền cách mạng gọi là tỉnh Gia Lai.
Tháng 6 năm 1946, thực dân Pháp đổi tên là tỉnh Pleiku.
Ngày 15 tháng 4 năm 1950, Thủ tướng Chính phủ ban hành Nghị định số 7/NĐ-TTg về việc hợp nhất tỉnh Gia Lai và tỉnh Kon Tum thành một tỉnh, lấy tên là tỉnh Gia – Kon. 
Sau năm 1954, chia tỉnh Gia – Kon thành tỉnh Gia Lai và tỉnh Kon Tum.
Năm 1954–1975, chính quyền Sài Gòn vẫn gọi tên tỉnh là Pleiku. Chính quyền Cách mạng vẫn gọi là tỉnh Gia Lai.
Ngày 1 tháng 9 năm 1962, chính quyền Sài Gòn ban hành Sắc lệnh số 186-NV về việc:
- Thành lập tỉnh Phú Bổn trên cơ sở một phần phía Nam tỉnh Pleiku (thuộc Cheo Reo) và một phần phía Bắc tỉnh Đắk Lắk (huyện Thuần Mẫn). Tỉnh lỵ đặt tại thị xã Hậu Bổn (nay là thị xã Ayun Pa). Tỉnh Phú Bổn tồn tại cho đến khi miền Nam hoàn toàn giải phóng.[11]
- Phần còn lại phía nam tỉnh Pleiku thành lập thêm một quận mới là Phú Nhơn.

Hành dinh Bộ Tư lệnh Quân đoàn II của Quân lực Việt Nam Cộng hòa trước kia đặt ở Ban Mê Thuột cũng chuyển về thị xã Pleiku.
Năm 1965, vì tình hình an ninh bất ổn của chiến cuộc sau trận Đức Cơ, quận lỵ Lệ Thanh ở xã Đức Hưng dời về xã Thanh Bình và tên quận cũng đổi từ Lệ Thanh thành Thanh An.
Ngày 20 tháng 9 năm 1975, Bộ Chính trị ban hành Nghị quyết số 245-NQ/TW về việc hợp nhất hợp nhất tỉnh Gia Lai và tỉnh Kon Tum thành một tỉnh, tên gọi tỉnh mới cùng với nơi đặt tỉnh lỵ sẽ do địa phương đề nghị lên.
Ngày 20 tháng 12 năm 1975, Bộ Chính trị ban hành Nghị quyết số 19/NQ về việc hợp nhất tỉnh Gia Lai và tỉnh Kon Tum thành một tỉnh, tên gọi tỉnh mới cùng với nơi đặt tỉnh lỵ sẽ do địa phương đề nghị lên.
Ngày 24 tháng 2 năm 1976, Chính phủ Cách mạng lâm thời Cộng hòa miền Nam Việt Nam ban hành Nghị định số 3/NQ/1976 về việc hợp nhất tỉnh Gia Lai và tỉnh Kon Tum thành một tỉnh, lấy tên là tỉnh Gia Lai – Kon Tum.
Hiện nay, địa danh "Pleiku" chỉ còn được dùng để chỉ thành phố Pleiku, đơn vị hành chính cấp huyện trực thuộc tỉnh Gia Lai và là tỉnh lỵ của tỉnh Gia Lai.
Hiện nay, địa bàn tỉnh Pleiku thuộc tỉnh Gia Lai, ngoại trừ các huyện Phú Thiện, Ia Pa, Krông Pa và thị xã Ayun Pa (khu vực này trước năm 1975 thuộc tỉnh Phú Bổn), và các huyện Kbang, Kông Chro, Đak Pơ và thị xã An Khê (trước năm 1975 khu vực này là quận An Túc, tỉnh Bình Định).

## Kinh tế
Nguồn lợi chính của Pleiku là nông và lâm sản như chè, cà phê và gỗ.